# 328
Cette page concerne l'année 328  du calendrier julien. Pour l'année 328 av. J.-C., voir 328 av. J.-C. Pour le nombre 328, voir 328 (nombre).
L'année 328 est une année bissextile qui commence un lundi.

## Événements
- 9 avril : début de l'ancien empire maya, daté par une des plus anciennes stèles commémoratives, à Uaxactun, avec celle de Tikal en 292[1].
- 9 mai : Athanase (295-373) est élu évêque d’Alexandrie[2]. Son intransigeance envers les ariens (Constantin lui a demandé d’admettre à nouveau Arius dans la communauté chrétienne) lui vaudra d’être exilé cinq fois de son siège épiscopal au profit du patriarche Georges. Alexandrie est plongée dans la guerre civile entre chrétiens.
- 5 juillet : Constantin est à Oescus[3]. Il fait construire un pont de pierre de 2437 m de long sur le Danube, entre Oescus et Sucidava, par l'architecte Theophilus Patricius[4].
- 29 septembre : séjour de Constantin à Trèves. Son fils Constantin II repousse les Alamans sur le Rhin[3].

## Naissances en 328
- Valens, empereur romain.

## Décès en 328
- 17 avril : Alexandre, évêque d'Alexandrie[2], (ou 326), qui est remplacé le 9 mai par Athanase pour une durée de près de 45 ans. >(373).